# Cesson-Sévigné
Cesson-Sévigné è un comune francese di 15 924 abitanti situato nel dipartimento dell'Ille-et-Vilaine nella regione della Bretagna.
Cesson-Sévigné ha dato i natali (20 novembre 1870) allo scultore Jean Boucher.

## Società

### Evoluzione demografica
Abitanti censiti

## Amministrazione

### Gemellaggi
- Waltrop
- Carrick-on-Shannon